# Slug (đơn vị)
Slug là một đơn vị khối lượng có nguồn gốc trong hệ thống đơn vị đo dựa trên trọng lượng, đáng chú ý nhất là trong hệ thống đo lường của Hoàng gia Anh và trong hệ thống đo lường thông thường của Hoa Kỳ. Các hệ thống đo lường xác định khối lượng và lực xuất phát hoặc xác định một lực cơ sở và lấy một đơn vị khối lượng. Một slug được định nghĩa là khối lượng chịu thêm gia tốc 1 ft/s2 khi một lực một pound (lbf) được tác dụng lên nó.
Một slug có khối lượng 14,59390 kg (32,1740 lb) dựa trên trọng lực tiêu chuẩn, foot quốc tế và pound Anh. Ở bề mặt Trái đất, một vật thể có khối lượng 1 slug tác dụng lực xuống dưới khoảng 32,2 lbf hoặc 143 N.

## Lịch sử
Slug là một phần của tập hợp các đơn vị được gọi là hệ FPS hấp dẫn, một trong một số hệ thống đơn vị cơ khí chuyên dụng như vậy được phát triển vào cuối thế kỷ 19 và thế kỷ 20. Geepound là một tên khác cho đơn vị này trong văn học ban đầu.
Slug được liệt kê trong Quy định theo Đạo luật Trọng lượng và Đo lường (Tiêu chuẩn Quốc gia), 1960. Quy định này xác định các đơn vị trọng lượng và đo lường, cả thông thường và số liệu, tại Úc.

## Đơn vị tương tự
Blob là phiên bản inch của slug (1 blob bằng 1 lbf⋅s2/in hoặc 12  slug) hoặc tương đương với 386,0886 pound (175,1268 kg). Đơn vị này còn được gọi là slinch (một từ ghép trong các từ slug và inch). Các thuật ngữ tương tự bao gồm slugette và slug.
Các đơn vị số liệu tương tự bao gồm glug trong hệ thống CGS và mug, par hoặc MTE trong hệ thống MKS.